# تصفيات كأس العالم 2014 (إفريقيا)
قسم الاتحاد الأفريقي لكرة القدم (كاف) من تصفيات بطولة كأس العالم لكرة القدم 2014 تشهد فرق تتنافس لمقاعد في المسابقة النهائية في البرازيل.

## الطريقة
اثنان وخمسون من بين 53 اتحاد وطني منتسب إلى الكاف سجلوا أنفسهم في التصفيات لتحديد المقاعد الخمس لكأس العالم المقبل.
الطريقة المقترحة، أعلنت يوم 16 مايو، تبدأ بدور أول مع 12 ساق مواجهات خروج-مغلوب ستقام يوم 11 و 15 نوفمبر 2011. المواجهات، التي تشمل الـ24 أدنى-تصنيف وفقاً لالتصنيف العالمي للفيفا، سوف يتم تقسيمهم في البرازيل يوم 30 يوليو 2011.
الفائزون الإثني عشر سوف ينضموا إلى بقية الفرق الثمانية والعشرون في الدور الثاني، والذي سيتكون من 10 مجموعات من 4 فرق. الفائز من كل مجموعة - تقام بين يونيو 2012 وسبتمبر 2013 - سوف يتأهل إلى الدور الثالث من 5 مواجهات ساقين خروج-مغلوب. الفائزون الخمسة من هذه المواجهات - تقام في أكتوبر ونوفمبر 2013 - سوف يتأهلون إلى نهائيات كأس العالم لكرة القدم 2014.

## المنتخبات
تصنيف الفيفا ليوليو 2011 سوف يستخدم لتصنيف الفرق للدورين الاثنين الأولين، كلاهما سوف يقسمون في البرازيل يوم 30 يوليو 2011.
| اعفاء إلى الدور الثاني (التصنيف من 1 إلى 28) | يشاركون في الدور الأول (التصنيف من 29 إلى 52) |
| --- | --- |
| 1. ساحل العاج (14) 2. مصر (34) 3. غانا (36) 4. بوركينا فاسو (39) 5. نيجيريا (43) 6. السنغال (46) 7. جنوب إفريقيا (49) 8. الكاميرون (50) 9. الجزائر (52) 10. تونس (55) 11. الغابون (60) 12. ليبيا (63) 13. المغرب (63) 14. غينيا (68) 15. بوتسوانا (71) 16. مالاوي (72) 17. زامبيا (74) 18. أوغندا (76) 19. مالي (77) 20. الرأس الأخضر (82) 21. بنين (86) 22. زيمبابوي (86) 23. جمهورية إفريقيا الوسطى (89) 24. سيراليون (93) 25. السودان (97) 26. النيجر (98) 27. أنغولا (100) 28. غامبيا (100) | 1. موزمبيق (103) 2. جمهورية الكونغو الديمقراطية (123) 3. توغو (123) 4. ليبيريا (125) 5. تنزانيا (127) 6. الكونغو (129) 7. كينيا (130) 8. رواندا (134) 9. إثيوبيا (139) 10. ناميبيا (140) 11. بوروندي (143) 12. مدغشقر (149) 13. غينيا بيساو (151) 14. غينيا الاستوائية (155) 15. تشاد (158) 16. إسواتيني (169) 17. جزر القمر (175) 18. ليسوتو (184) 19. إرتريا (188) 20. الصومال (191) 21. جيبوتي (194) 22. موريشيوس (195) 23. سيشل (199) 24. ساو تومي وبرينسيب (غير مصنف) |

ملاحظات:
- موريتانيا لن تشارك في كأس العالم لكرة القدم 2014.[3]

## الدور الأول
الدور الأول سوف يتكون من 12 مواجهة ذهاب-و-إياب، تضم 24 فريق الأسوأ تصنيفاً في أفريقيا. الفائزون من كل مواجهة سوف يتأهلون إلى الدور الثاني. ساو تومي وبرينسيبي سوف تشارك في الدور الأول مع أنها ليست مصنفة من قبل الفيفا في التصنيف العالمي.

### التصنيف
تصنيف الفيفا ليوليو 2011 سوف يستخدم لتصنيف الفرق.
| وعاء أ                                                                     | وعاء أ                                                | وعاء ب                                                                | وعاء ب                                                          |
| -------------------------------------------------------------------------- | ----------------------------------------------------- | --------------------------------------------------------------------- | --------------------------------------------------------------- |
| موزمبيق · جمهورية الكونغو الديمقراطية · توغو · ليبيريا · تنزانيا · الكونغو | كينيا · رواندا · إثيوبيا · ناميبيا · بوروندي · مدغشقر | غينيا بيساو · غينيا الاستوائية · تشاد · إسواتيني · جزر القمر · ليسوتو | إرتريا · الصومال · جيبوتي · موريشيوس · سيشل · ساو تومي وبرينسيب |

المواجهات الأولى مقررة في 11 نوفمبر 2011، مع أن تلعب المواجهات الثانية في 15 نوفمبر 2011.
| الفريق الأول      | إجم.                | الفريق الثاني               | مباراة الذهاب | مباراة الإياب |
| ----------------- | ------------------- | --------------------------- | ------------- | ------------- |
| سيشل              | 0–7                 | كينيا                       | 0–3           | 0–4           |
| غينيا بيساو       | 1–2                 | توغو                        | 1–1           | 0–1           |
| جيبوتي            | 0–8                 | ناميبيا                     | 0–4           | 0–4           |
| موريشيوس          | انسحاب              | ليبيريا                     | —             | —             |
| جزر القمر         | 1–5                 | موزمبيق                     | 0–1           | 1–4           |
| غينيا الاستوائية  | 3–2                 | مدغشقر                      | 2–0           | 1–2           |
| الصومال           | 0–5                 | إثيوبيا                     | 0–0           | 0–5           |
| ليسوتو            | 3–2                 | بوروندي                     | 1–0           | 2–2           |
| إرتريا            | 2–4                 | رواندا                      | 1–1           | 1–3           |
| إسواتيني          | 2–8                 | جمهورية الكونغو الديمقراطية | 1–3           | 1–5           |
| ساو تومي وبرينسيب | 1–6                 | الكونغو                     | 0–5           | 1–1           |
| تشاد              | 2–2 (قانون الأهداف) | تنزانيا                     | 1–2           | 1–0           |

- ملاحظة: موريشيوس انسحبت من التصفيات يوم 31 أكتوبر 2011.[5] ليبيريا تتأهل تلقائيًا إلى الدور الثاني.

## الدور الثاني
سوف يشهد الدور الثاني مشاركة أفضل 28 منتخب أفريقي مصنف ينضم إليهم 12 فائز من الدور الأول. تم تقسيم المنتخبات إلى عشر مجموعات مكونة من أربعة فرق، وتم تقسيمهم في القرعة التمهيدية في مارينا دا جلوريا في ريو دي جانيرو، البرازيل يوم 30 يوليو 2011. الفائز من كل مجموعة سوف يتأهل إلى الدور الثالث.

### التصنيف
تم تحديد تصنيف المنتخبات حسب تصنيف الاتحاد الدولي لكرة القدم الصادر عن شهر يوليو 2011.
| وعاء 1                                                                                                   | وعاء 2                                                                                         | وعاء 3 | وعاء 4 |
| --- | ---------------------------------------------------------------------------------------------- | --- | --- |
| ساحل العاج · مصر · غانا · بوركينا فاسو · نيجيريا · السنغال · جنوب إفريقيا · الكاميرون · الجزائر · تونس · | الغابون · ليبيا · المغرب · غينيا · بوتسوانا · مالاوي · زامبيا · أوغندا · مالي · الرأس الأخضر · | بنين · زيمبابوي · جمهورية إفريقيا الوسطى · سيراليون · السودان · النيجر · غامبيا · أنغولا · كينيا† · توغو† · | ناميبيا† · ليبيريا† · موزمبيق† · غينيا الاستوائية† · إثيوبيا† · ليسوتو† · رواندا† · الكونغو† · جمهورية الكونغو الديمقراطية† · تنزانيا† |

† فائز المواجهتين بالدور الأول ولم يكن معروف حين تم إجراء القرعة

### المجموعات
مواعيد المباريات الستة مقرر أن تقام في الأيام التالية:
- 1–5 يونيو 2012
- 8–12 يونيو 2012
- 22–26 مارس 2013
- 7–11 يونيو 2013
- 14–18 يونيو 2013
- 6–10 سبتمبر 2013

#### المجموعة 1
| فريق                   | نقاط | فرق | عليه | له | خ | ت | ف | لعب |
| ---------------------- | ---- | --- | ---- | -- | - | - | - | --- |
| إثيوبيا                | 13   | 2+  | 6    | 8  | 1 | 1 | 4 | 6   |
| جنوب إفريقيا           | 11   | 7+  | 5    | 12 | 1 | 2 | 3 | 6   |
| بوتسوانا               | 7    | 2−  | 10   | 8  | 3 | 1 | 2 | 6   |
| جمهورية إفريقيا الوسطى | 3    | 7−  | 12   | 5  | 5 | 0 | 1 | 6   |

|                        | بوتسوانا | جمهورية إفريقيا الوسطى | إثيوبيا | جنوب إفريقيا |
| ---------------------- | -------- | ---------------------- | ------- | ------------ |
| بوتسوانا               | —        | 3–2                    | 3–0     | 1–1          |
| جمهورية إفريقيا الوسطى | 2–0      | —                      | 1–2     | 0-3          |
| إثيوبيا                | 1–0      | 2–0                    | —       | 2-1          |
| جنوب إفريقيا           | 4–1      | 2–0                    | 1–1     | —            |

#### المجموعة 2
| فريق             | نقاط | فرق | عليه | له | خ | ت | ف | لعب |
| ---------------- | ---- | --- | ---- | -- | - | - | - | --- |
| تونس             | 14   | 7+  | 6    | 13 | 1 | 2 | 4 | 6   |
| الرأس الأخضر     | 9    | 2+  | 4    | 9  | 2 | 0 | 3 | 6   |
| سيراليون         | 8    | 0   | 10   | 10 | 2 | 2 | 2 | 6   |
| غينيا الاستوائية | 2    | 9−  | 15   | 6  | 4 | 2 | 0 | 6   |

|                  | الرأس الأخضر | غينيا الاستوائية | سيراليون | تونس |
| ---------------- | ------------ | ---------------- | -------- | ---- |
| الرأس الأخضر     | —            | 3–0              | 1–0      | 1–2  |
| غينيا الاستوائية | 0–3          | —                | 2–2      | 1–1  |
| سيراليون         | 2–1          | 3–2              | —        | 2–2  |
| تونس             | 3–0          | 3–1              | 2–1      | —    |

#### المجموعة 3
| فريق       | نقاط | فرق | عليه | له | خ | ت | ف | لعب |
| ---------- | ---- | --- | ---- | -- | - | - | - | --- |
| ساحل العاج | 14   | 10+ | 5    | 15 | 0 | 2 | 4 | 6   |
| المغرب     | 9    | 1+  | 8    | 9  | 1 | 3 | 2 | 6   |
| تنزانيا    | 6    | 4−  | 12   | 8  | 4 | 0 | 2 | 6   |
| غامبيا     | 4    | 7−  | 11   | 4  | 4 | 1 | 1 | 6   |

|            | ساحل العاج | غامبيا | المغرب | تنزانيا |
| ---------- | ---------- | ------ | ------ | ------- |
| ساحل العاج | —          | 3–0    | 1–1    | 2–0     |
| غامبيا     | 0–3        | —      | 1–1    | 2–0     |
| المغرب     | 2–2        | 2–0    | —      | 2–1     |
| تنزانيا    | 2–4        | 2–1    | 3–1    | —       |

#### المجموعة 4
| فريق    | نقاط | فرق | عليه | له | خ | ت | ف | لعب |
| ------- | ---- | --- | ---- | -- | - | - | - | --- |
| غانا    | 15   | 15+ | 3    | 18 | 1 | 0 | 5 | 6   |
| زامبيا  | 11   | 7+  | 4    | 11 | 1 | 2 | 3 | 6   |
| ليسوتو  | 5    | 12− | 16   | 4  | 3 | 2 | 1 | 6   |
| السودان | 2    | 10− | 14   | 4  | 4 | 2 | 0 | 6   |

|         | غانا | ليسوتو | السودان | زامبيا |
| ------- | ---- | ------ | ------- | ------ |
| غانا    | —    | 7–0    | 4–0     | 2–1    |
| ليسوتو  | 0–2  | —      | 0–0     | 1–1    |
| السودان | 1–3  | 2–3    | —       | 0–3    |
| زامبيا  | 1–0  | 4–0    | 1–1     | —      |

#### المجموعة 5
| فريق         | نقاط | فرق | عليه | له | خ | ت | ف | لعب |
| ------------ | ---- | --- | ---- | -- | - | - | - | --- |
| بوركينا فاسو | 12   | 3+  | 4    | 7  | 2 | 0 | 4 | 6   |
| الكونغو      | 11   | 4+  | 3    | 7  | 1 | 2 | 3 | 6   |
| الغابون      | 7    | 1−  | 6    | 5  | 3 | 1 | 2 | 6   |
| النيجر       | 4    | 6−  | 12   | 6  | 4 | 1 | 1 | 6   |

|              | بوركينا فاسو | جمهورية الكونغو | الغابون | النيجر |
| ------------ | ------------ | --------------- | ------- | ------ |
| بوركينا فاسو | —            | 0–3             | 1–0     | 4–0    |
| الكونغو      | 0–1          | —               | 1–0     | 1–0    |
| الغابون      | 1–0          | 0–0             | —       | 4–1    |
| النيجر       | 0–1          | 2–2             | 3–0     | —      |

#### المجموعة 6
| فريق    | نقاط | فرق | عليه | له | خ | ت | ف | لعب |
| ------- | ---- | --- | ---- | -- | - | - | - | --- |
| نيجيريا | 12   | 4+  | 3    | 7  | 0 | 3 | 3 | 6   |
| مالاوي  | 7    | 1−  | 5    | 4  | 1 | 4 | 1 | 6   |
| كينيا   | 6    | 1−  | 5    | 4  | 2 | 3 | 1 | 6   |
| ناميبيا | 5    | 2−  | 4    | 2  | 3 | 2 | 1 | 6   |

|         | كينيا | مالاوي | ناميبيا | نيجيريا |
| ------- | ----- | ------ | ------- | ------- |
| كينيا   | —     | 0–0    | 1–0     | 0–1     |
| مالاوي  | 2–2   | —      | 0–0     | 1–1     |
| ناميبيا | 1–0   | 0–1    | —       | 1–1     |
| نيجيريا | 1–1   | 2–0    | 1–0     | —       |

#### المجموعة 7
| فريق     | نقاط | فرق | عليه | له | خ | ت | ف | لعب |
| -------- | ---- | --- | ---- | -- | - | - | - | --- |
| مصر      | 18   | 9+  | 7    | 16 | 0 | 0 | 6 | 6   |
| غينيا    | 10   | 4+  | 8    | 12 | 2 | 1 | 3 | 6   |
| موزمبيق  | 3    | 8−  | 10   | 2  | 3 | 3 | 0 | 6   |
| زيمبابوي | 2    | 5−  | 9    | 4  | 4 | 2 | 0 | 6   |

|          | مصر | غينيا | موزمبيق | زيمبابوي |
| -------- | --- | ----- | ------- | -------- |
| مصر      | —   | 4–2   | 2–0     | 2–1      |
| غينيا    | 2–3 | —     | 6–1     | 1–0      |
| موزمبيق  | 0–1 | 0–0   | —       | 0–0      |
| زيمبابوي | 2–4 | 0–1   | 1–1     | —        |

#### المجموعة 8
| فريق    | نقاط | فرق | عليه | له | خ | ت | ف | لعب |
| ------- | ---- | --- | ---- | -- | - | - | - | --- |
| الجزائر | 15   | 9+  | 4    | 13 | 1 | 0 | 5 | 6   |
| مالي    | 8    | 0   | 7    | 7  | 2 | 2 | 2 | 6   |
| بنين    | 8    | 1−  | 9    | 8  | 2 | 2 | 2 | 6   |
| رواندا  | 2    | 8−  | 11   | 3  | 4 | 2 | 0 | 6   |

|         | الجزائر | بنين | مالي | رواندا |
| ------- | ------- | ---- | ---- | ------ |
| الجزائر | —       | 3–1  | 1–0  | 4–0    |
| بنين    | 1–3     | —    | 1–0  | 2–0    |
| مالي    | 2–1     | 2–2  | —    | 1–1    |
| رواندا  | 0–1     | 1–1  | 1–2  | —      |

#### المجموعة 9
| فريق                        | نقاط | فرق | عليه | له | خ | ت | ف | لعب |
| --------------------------- | ---- | --- | ---- | -- | - | - | - | --- |
| الكاميرون                   | 13   | 5+  | 3    | 8  | 1 | 1 | 4 | 6   |
| ليبيا                       | 9    | 2+  | 3    | 5  | 1 | 3 | 2 | 6   |
| جمهورية الكونغو الديمقراطية | 6    | 0   | 3    | 3  | 2 | 3 | 1 | 6   |
| توغو                        | 4    | 7−  | 11   | 4  | 4 | 1 | 1 | 6   |

|                             | الكاميرون | جمهورية الكونغو الديمقراطية | ليبيا | توغو |
| --------------------------- | --------- | --------------------------- | ----- | ---- |
| الكاميرون                   | —         | 1–0                         | 1–0   | 2–1  |
| جمهورية الكونغو الديمقراطية | 0–0       | —                           | 0–0   | 2–0  |
| ليبيا                       | 2–1       | 0–0                         | —     | 2–0  |
| توغو                        | 0–3       | 2–1                         | 1–1   | —    |

#### المجموعة 10
| فريق    | نقاط | فرق | عليه | له | خ | ت | ف | لعب |
| ------- | ---- | --- | ---- | -- | - | - | - | --- |
| السنغال | 12   | 5+  | 4    | 9  | 0 | 3 | 3 | 6   |
| أوغندا  | 8    | 1−  | 6    | 5  | 2 | 2 | 2 | 6   |
| أنغولا  | 7    | 2+  | 6    | 8  | 1 | 4 | 1 | 6   |
| ليبيريا | 4    | 6−  | 10   | 4  | 4 | 1 | 1 | 6   |

|         | أنغولا | ليبيريا | السنغال | أوغندا |
| ------- | ------ | ------- | ------- | ------ |
| أنغولا  | —      | 4–1     | 1–1     | 1–1    |
| ليبيريا | 0–0    | —       | 0–2     | 2–0    |
| السنغال | 1–1    | 3–1     | —       | 1–0    |
| أوغندا  | 2–1    | 1–0     | 1–1     | —      |

## الدور الثالث
الدور الثالث سوف يشهد الفرق العشرة من دور المجموعات في الدور الثاني يوضعون في خمسة مواجهات ذهاب-و-إياب. الفائز من كل مواجهة سوف يتأهل إلى نهائيات كأس العالم 2014.

### القرعة
لعبت في الفترة من 12–15 أكتوبر و 16–19 نوفمبر 2013.
| تأهلت  ساحل العاج بمجموع المباراتين إلى كأس العالم 2014 في برازيل.
| تأهلت  نيجيريا بمجموع المباراتين إلى كأس العالم 2014 في برازيل.
| تأهلت  الكاميرون بمجموع المباراتين إلى كأس العالم 2014 في برازيل.
| تأهلت  غانا بفارق الاهداف إلى كأس العالم 2014 في برازيل.
| تأهلت  الجزائر بعد تعادل المباراتين 3–3 باحتساب قاعدة (الأهداف خارج القاعدة).
| الفريق الأول | إجم. | الفريق الثاني | مباراة الذهاب | مباراة الإياب |
| ------------ | ---- | ------------- | ------------- | ------------- |
| ساحل العاج   | 4–2  | السنغال       | 3–1           | 1–1           |
| إثيوبيا      | 1–4  | نيجيريا       | 1–2           | 0–2           |
| تونس         | 1–4  | الكاميرون     | 0–0           | 1–4           |
| غانا         | 3-7  | مصر           | 6–1           | 1–2           |
| بوركينا فاسو | 3–3  | الجزائر       | 3–2           | 0–1           |

## الهدافون
6 أهداف
- محمد صلاح
- محمد أبو تريكة
- أسامواه جيان

5 أهداف
| - إسلام سليماني - سالومون كالو - بابيس سيسي | - صلاح الدين سعيد - غيتانيه كيبيدي - برنارد باركر |

4 أهداف
| - يايا توريه - تريسور مبوتو | - ديدييه دروغبا - خوفينال | - إيبان إيانغا (راندي) - محمد ياتارا |

3 أهداف
| - العربي هلال سوداني - رزاق أوموتويوسي - ويلفريد بوني | - ديوكو كالويتوكا - بيير أوباميانج - دينيس أوليتش | - يوسف العربي - لازاروس كايمبي - أسامة الدراجي - جاكوب مولينجا |

هدفين
| - سفيان فغولي - سفير تايدر - غويليرمي - رودي جيستيدي - أرستيد بانسي - بريجوس ناكولما - جوناثان بيترويبا - أوفينتسي ناتو - كريس مالونغا - محمد لابو - لاسينا تراوري - إريك تشوبو موتينغ - صامويل إيتو - نهوك - فوكسي كيثيفواما | - نيكيسي أوزينجوني - شيميليس بيكيلي - مصطفى غارغو - جوردان أيو - دومينيك أديياه - سولي مونتاري - عبد المجيد وارس - إبراهيما تراوري - عبد الله ساديو ديالو - أحمد الزوي - حسين خرجة - مامادو ساماسا - مامادو نداي - دومينغيز - رودولف بيستر | - سيدني أوريكوب - ميدي كاجيري - لاباما كمانا - سيدو ماني - الحسن كمارا - شريف سوما - سيدومو شونغوي - أمري كييمبا - توماس أوليموينجو - ساماتا مبوانا - عصام جمعة - إيمانويل أوكي - توني ماويج - كريستوفر كاتونجو - كولينز مبيسوما - نوليدج موسونا |

هدف واحد
| - دجالما كامبوس - سيدريك أميسي - سليمان نديكومانا - ماركو سواريس - أوداير فورتيس - محمد يوسف - غلاديس بوكيسي - إيفس ديبا إيلونغا - ديوميرسي مبوكاني - لاديسلاس دونياما - كريستوفر ميسيلو - فرانكيس نغانغا - برينس أونيانغي - هاريس تشيليمبو - كولو توريه - محمود فتح الله - محمد زيدان - حسنى عبد ربه - حسام غالى - عمرو زكي - فييرا ايلونج - أبراهام تيدروس - تيسفاليم تيكلي - أوميد أوكري - ريمي ايبانيجا - عبده جامي - مومودو سيساي - جيري اكامينكو - كريستيان أتسو | - عبدول كامارا - الحسن بانجورا - باسيلي دي كارفالهو - بوكانج موثوانا - ليهلوميلا رامابيلي - ثابيلو تالي - فرانسيس دو - حمد السنوسي - بريان مانديلا - تيتوس مولاما - باسكال أوشيينغ - فيكتور وانياما - إيفان راجواريمانانا - فرديناند راماناماهيفا - جون باندا - موديبو مايغا - حمزة أبو رزوق - سليسيو باوكوي - ألميرو لوبو - جيري سيتوي - فرانشيسكو ماسينغا - هينريش إيساكس - روبن غابرييل - إيكيتشوكوو أوتشي - جان كلود إيرانزي | - لاباما بوكوتا - أوليفر كاريكيزي - إلياس أوزاموكوندا - أورلاندو غاندو - إبراهيما بالدي - ساديو ماني - دام ندوي - إبراهيم بانجورا - صامويل بارلاي - محمد كمارا - مورغان غولد - كاتليغو مفيلا - سيف الدين مساوي - مهند الطاهر - نور الدين باكاري - شوماري كابومبي - مريشو نغاسا - ايراستو نيوني - كالين داميسي - سيرغي غاكبي - شادي الهمامي - حمدي الحرباوي - صابر خليفة - إيمانويل أوكي - جودفري ولوسيمبي |

## وصلات خارجية
- النتائج والمباريات (إصدار موقع الفيفا) نسخة محفوظة 3 نوفمبر 2011 على موقع واي باك مشين.
- النتائج والمباريات (إصدار موقع الاتحاد الأفريقي لكرة القدم)